# Time Warner Interactive
Ne doit pas être confondu avec Warner Bros. Interactive Entertainment, WarnerActive ou Warner Interactive Entertainment.
Time Warner Interactive Inc. est une entreprise américaine fondée en 1994 qui développe et commercialise des jeux vidéo pour le salon. L'entreprise et la marque sont nées à la suite du rachat de Tengen par Time Warner. La marque Time Warner Interactive disparait en 1996 lors du rachat de l'entreprise par WMS Industries qui l'intègre dans Midway Games, puis l'entreprise est dissoute en 1999,.

## Historique
En janvier 1993, Time Warner (en 1989, Warner Communications fusionne avec Time Inc. formant Time Warner) achète une participation majoritaire dans Atari Games (78 %) et en fait une filiale de son groupe. Tengen est renommé Time Warner Interactive Inc. le 30 juin 1994 (annonce faite le 11 juin). La marque Tengen est abandonnée et les jeux sont produits sous la nouvelle marque Time Warner Interactive. Plusieurs jeux sortent sur console comme Dick Vitale's "Awesome, Baby!" College Hoops ou Sylvester and Tweety in Cagey Capers. Time Warner Interactive annonce en fin d'année un accord de licence avec Wayne Gretzky pour développer des jeux sur différentes plates-formes.
Tout comme Tengen, Time Warner Interactive officie dans le domaine du jeu vidéo de salon.
Time Warner Interactive renomme la filiale japonaise Tengen Ltd en K.K. Time Warner Interactive en 1994 et publie des jeux pour PlayStation et Saturn. Dès le début de l'année 1994, Nintendo et Atari Games déclare dans un communiqué commun, avoir trouvé un terrain d'entente et arrêtent les différentes poursuites mutuelles, signalant qu'ils pourront retravailler ensemble. Time Warner Interactive passe un accord de licence avec Atari Corp. pour publier des jeux sur Jaguar le 12 juillet 1994.
Le 23 février 1996, Warner Communications signe un préaccord de vente concernant Atari Games avec Williams Interactive Inc. (filiale créée de 15 février 1996 par WMS Industries pour acquérir Atari Games). Le 5 mars WMS Industries annonce publiquement le rachat de Atari Games, comprenant également ses filiales Atari Games Ireland Limited, Time Warner Interactive Inc. (Californie) (autrefois appelé Tengen), et K.K. Time Warner Interactive (Japon). Le 1er juillet 1996 louis Nicastro, président de WMS Industries transfère 100 % des propriétés de Atari Games à sa filiale Midway Interactive Inc. (précédemment Williams Interactive Inc.), filiale de Midway Games. Midway réactive la marque Atari Games et abandonne la marque Time  Warner Interactive. Williams Interactive Inc est renommé à nouveau Tengen Inc. le 12 septembre 1996.
Midway Games dissout K.K. Time Warner Interactive en 1999, la filiale fondée sous l’appellation Tengen Ltd. en 1990. La filiale Time Warner Interactive Inc. est dissoute le 23 septembre 1999.